# Thuggee
Thuggee var en indisk sekt, der tilbad gudinden Kali.
De strangulerede ofte deres ofre med et gult tørklæde, hvorefter de udplyndrede dem.
Kulten var aktiv fra det 17. til det 19. århundrede, indtil det britiske kolonistyre satte en stopper for deres virke.
Det engelske ord "thug" er afledt af thuggee.